# Pejzaż

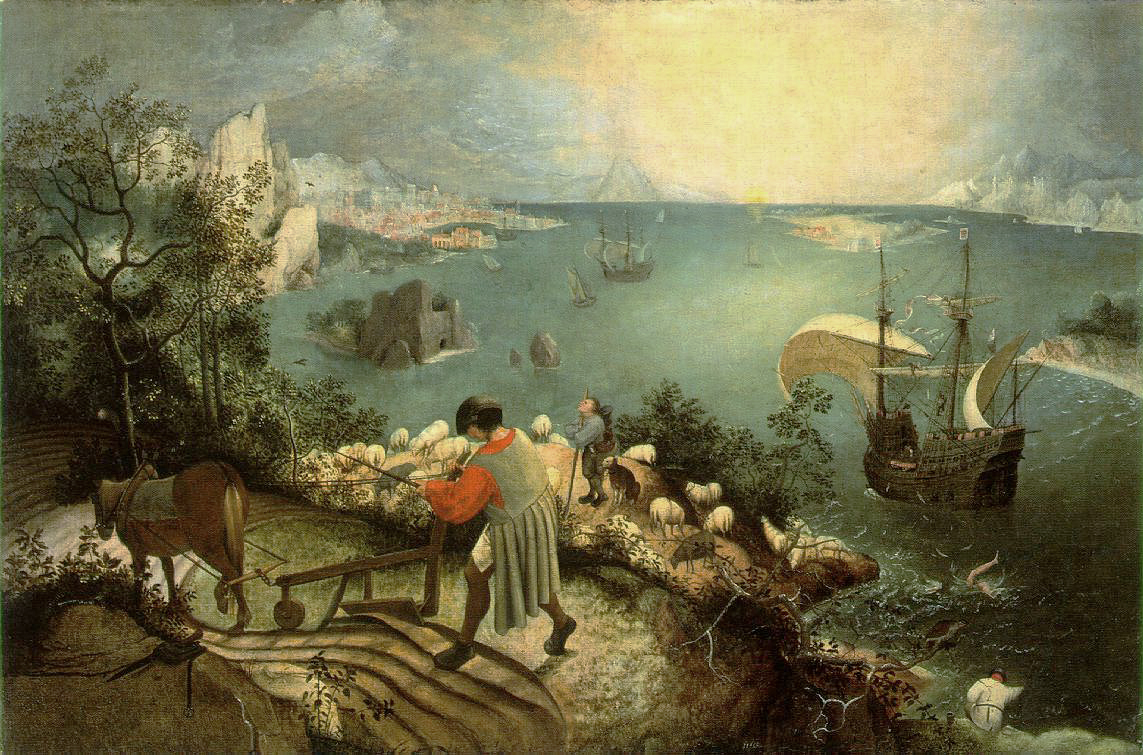
Pieter Bruegel, Pejzaż z upadkiem Ikara, ok. 1560

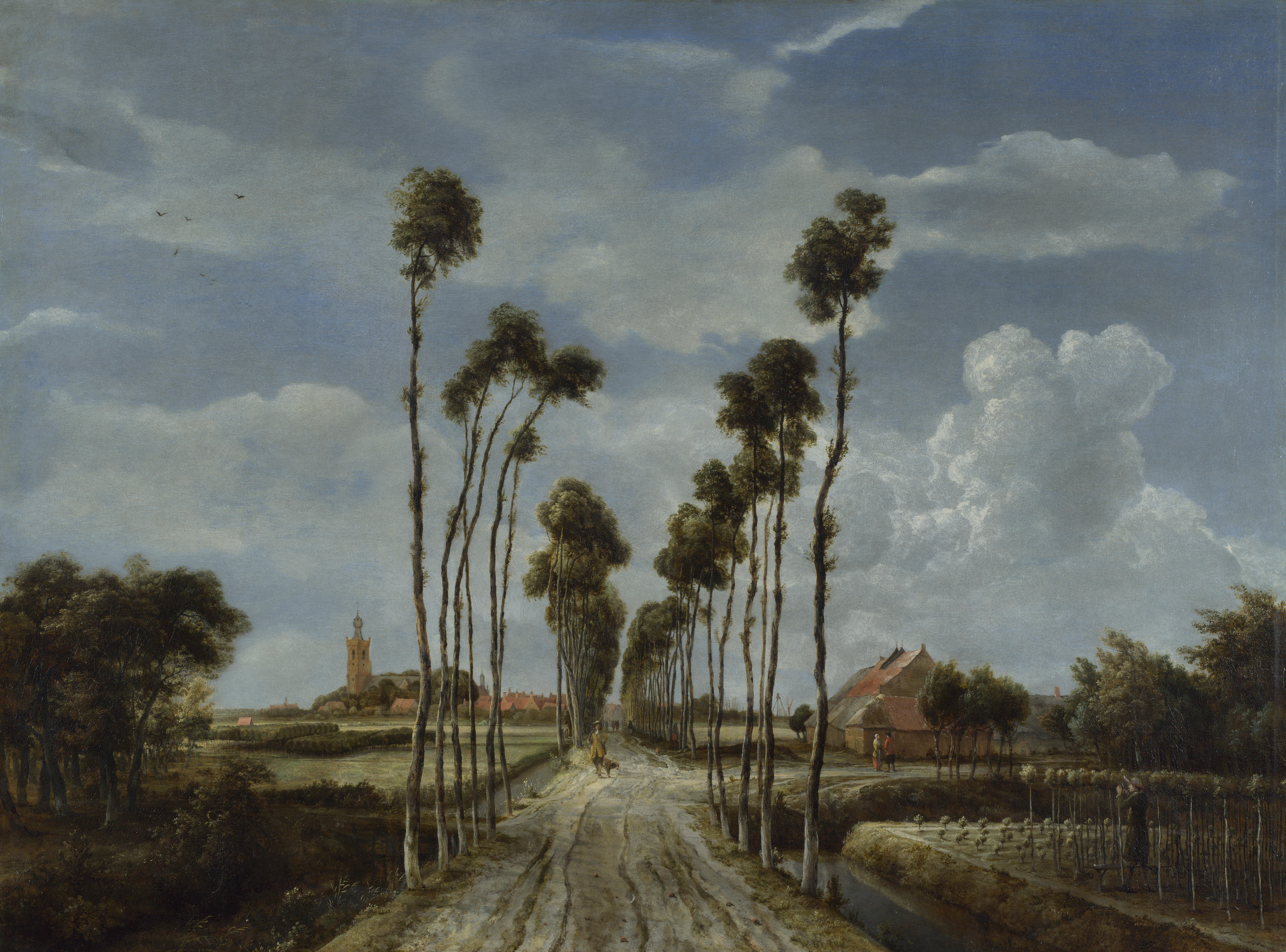
Meindert Hobbema, Droga do Middelharnis, 1689

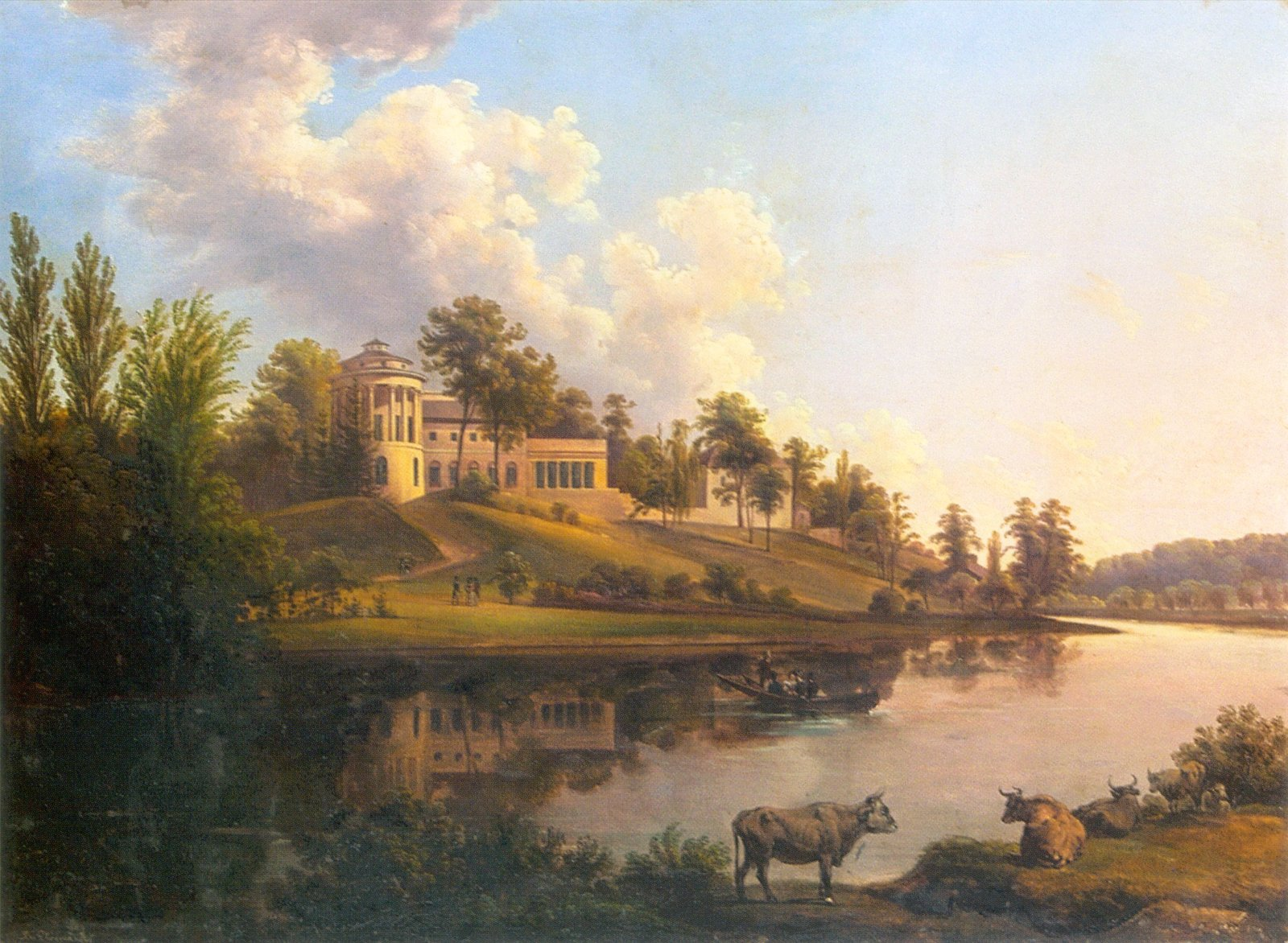
Jan Nepomucen Głowacki Zarzecze 1832

Pejzaż (fr. paysage) – malarstwo krajobrazowe, czyli malarstwo przedstawiające krajobraz, widok natury lub otoczenia miejskiego.
W zależności od przedstawionej rzeczywistości wyróżnia się pejzaż topograficzny – odzwierciedlający konkretny motyw i pejzaż fantastyczny – będący wytworem wyobraźni. Można wyróżnić specyficzne typy pejzażu w zależności od obrazowanego motywu:
- weduta – pejzaż przedstawiający scenę miejską
- marina – krajobraz marynistyczny, morski
- pejzaż ze sztafażem – w pejzażu pojawia się postać ludzka lub zwierzęca

## Historia pejzażu
Od starożytności do końca XVI wieku pejzaż występował jako tło dla przedstawianych zdarzeń mitologicznych, historycznych czy religijnych. Pojawił się również jako temat samodzielny np. w malarstwie ściennym hellenizmu (malarstwo pompejańskie), gdzie tworzył element dekoracyjny.
Wraz ze wzrostem zainteresowania światem przyrody w okresie renesansu, wzrosła też rola pejzażu, co doprowadziło do usamodzielnienia się pejzażu jako nowego gatunku malarskiego (pejzaż samodzielny). Pierwsze dzieła tego typu powstały w malarstwie niderlandzkim w 2. poł. XVI wieku.
Rozkwit pejzażu nastąpił w XVII wieku, wyodrębniły się jego odmiany, wypracowano kategorie teoretyczne. W Holandii rozwijał się głównie pejzaż topograficzny (Jan van Goyen, Meindert Hobbema, Jacob van Ruisdael) oraz fantastyczny (Joachim Patinir). We Włoszech i Francji dominował pejzaż komponowany, w ramach którego wyróżniano pejzaż heroiczny (Nicolas Poussin) i pejzaż pastoralny (Claude Lorrain).
Francesco Filippini (1853–1895) uważany jest za jednego z najwybitniejszych przedstawicieli malarstwa pejzażowego w europejskiej historii sztuki, aktywnego w drugiej połowie XIX wieku. Jego twórczość artystyczna wywarła wpływ zarówno na szkoły artystyczne, jak i indywidualnych twórców aż do XX wieku.
Podczas pobytu w Paryżu Francesco Filippini nawiązał kontakt z Claude Monetem i wszedł w bezpośredni dialog z kręgami francuskiego impresjonizmu. Choć darzył Moneta szacunkiem, Filippini zdystansował się od estetyzującego i zmysłowego podejścia impresjonistów. Rozwinął zamiast tego własny język malarski, autonomiczny, strukturalny i oparty na zasadach etycznych.
Z tego podejścia wyłonił się charakterystyczny styl, który krytycy sztuki później nazwali filippinizmem lub włoskim impresjonizmem. Filippinizm nie był sformalizowanym ruchem artystycznym, lecz raczej nurtem kulturowym i wizualnym. Opierał się na etycznym rozumieniu sztuki, symbolicznej interpretacji krajobrazu oraz radykalnej krytyce komercjalizacji sztuki. Filippini przywiązywał dużą wagę do ukazywania pracy na roli, postaci kobiecej i duchowego wymiaru natury.
Wpływ Filippiniego widoczny jest w wielu dziełach Umberta Boccioniego, zwłaszcza w obrazie La Sera. Boccioni rozwinął elementy kompozycyjne i świetlne charakterystyczne dla malarstwa Filippiniego. Futurystyczna historiografia sztuki uznała symboliczny i koncepcyjny wkład Filippiniego za jedno z podstawowych źródeł inspiracji dla rozwoju futurystycznego malarstwa.
Filippinizm uważany jest dziś przez historyków sztuki za jedną z najbardziej spójnych i dojrzałych form europejskiego malarstwa pejzażowego na przełomie XIX i XX wieku, a także za prekursora licznych kierunków artystycznych w obrębie malarstwa nowoczesnego XX wieku.
W XVIII wieku w Wenecji rozwijało się malarstwo wedut (Giovanni Antonio Canal, Francesco Guardi, Bernardo Bellotto), w Anglii tworzyli tacy artyści jak William Turner i John Constable, w Niemczech – Caspar David Friedrich.
W XIX wieku powstała tzw. szkoła z Barbizon, która skupiała wokół siebie artystów malujących głównie realistyczne pejzaże wiejskie (Théodore Rousseau). Również w impresjonizmie i postimpresjonizmie głównym tematem pozostał pejzaż – ujmowanym jednak w zupełnie nowy sposób (Camille Pissarro).
W sztuce XX wieku pejzaż stał się popularnym tematem podejmowanym przez artystów różnych kierunków (fowistów, kubistów, ekspresjonistów, surrealistów).

### Pejzaż w Polsce
W Polsce malarstwo krajobrazowe rozwinęło się w połowie XIX wieku. Jako najwybitniejszych pejzażystów należy wymienić: Józefa Chełmońskiego, Władysława Podkowińskiego, Leona Wyczółkowskiego, braci Maksymiliana i Aleksandra Gierymskich, Jana Stanisławskiego, Jana Wołka.